# Нижняя Ведуга (Семилукский район)
Нижняя Ведуга — село в Семилукском районе Воронежской области, административный центр Нижневедугского сельского поселения.
Основано в 1670 году отставными солдатами Киевского полка, ранние названия — Ведуга и Киевка. В XIX веке село было волостным центром Нижневедугской волости Землянский уезд. В 1923—1928 годах село входило в состав Землянского и Нижнедевицкого уезда Воронежской губернии. В период с июля 1942 по январь 1943 года было оккупировано немецкими войсками. В 1935—1959 годах было центром Ведугского района.
| 1859 | 1897  | 2010  |
| ---- | ----- | ----- |
| 2826 | ↗3687 | ↘1418 |

В селе расположено отделение почтовой связи (ул. Ленина, 51), многофункциональный центр (ул. Ленина, 42).
Уличная сеть:
- ул. 8 Марта
- ул. Восточная
- ул. Дорожная
- ул. Дружбы
- ул. Зареченская
- ул. Заречная
- ул. Кавказская
- ул. Ленина
- ул. Лунная
- ул. Мира
- ул. Молодёжная
- ул. Набережная
- ул. Полевая
- ул. Садовая
- ул. Советская
- ул. Солнечная
- ул. Тельмана
- пер. Воропаева
- пер. Заливной
- пер. Зелёный
- пер. Мазуровка
- пер. Масленка
- пер. Новый
- пер. Прибрежный
- пер. Тихий
- пер. Школьный
- пер. Юдина